# Gamerak
Pour plus de détails, voir Fiche technique et Distribution.
Gamerak (宇宙怪獣ガメラ, Uchū kaijū Gamera) est un film japonais réalisé par Noriaki Yuasa, sorti en 1980.
En France, il fut distribué sous le titre de Gamera, le monstre de l'espace ou encore Gameka et les trois super women.

## Synopsis
Un monstre sorti du cosmos arrive sur terre pour semer la terreur.

## Fiche technique
- Titre : Gamerak
- Titres alternatifs : Gamera, le monstre de l'espace, Gameka et les trois super women
- Titre original : 宇宙怪獣ガメラ (Uchū kaijū Gamera?)
- Réalisation : Noriaki Yuasa
- Scénario : Nisan Takahashi
- Photographie : Michio Takahashi
- Musique : Shunsuke Kikuchi
- Production : Hidemasa Nagata
- Société de production : Daiei
- Pays de production :  Japon
- Langue d'origine : japonais
- Genre : film de science-fiction, kaijū eiga
- Durée : 109 minutes[3]
- Date de sortie :
  - Japon : 20 mars 1980[3]

## Distribution
- Fumiake Mach (ja) : Kilara
- Yaeko Kojima : Marsha
- Yoko Komatsu : Mitan
- Keiko Kudo : Giruge
- Kōichi Maeda (ja) : Keiichi
- frToshie Takada (ja) : la mère de Keiichi